# 압둘라지즈 알오마리
압둘아지즈 알오마리(아랍어: عبد العزيز العمري, ʿAbd al-ʿAzīz al-ʿUmarī. 1979년 5월 28일 ~ 2001년 9월 11일)는 사우디아라비아의 공항 경비이자 이맘이고, 9.11 테러 당시 아메리칸 항공 11편을 납치한 사람 5명 중 한명이다.
알오마리는 2001년 6월 관광비자로 미국에 입국했다. 2001년 9월 11일 아메리칸 항공 11편에 탑승하여 항공기 납치를 감행하고 세계 무역 센터 북쪽 건물에 충돌시켜 사망했다.